# Sanky Panky
Sanky Panky es una película dominicana de comedia que se estrenó el 1 de febrero de 2007 del director español de ciudadanía dominicana José Enrique Pintor (Pinky).  
La comedia, cuenta la participación de destacados actores de Televisión local entre los cuales figuran Fausto Mata (Boca de Piano), Tony Pascual (Pachuli), Aquiles Correa (Di Caprio),  Massimo Borghetti (Giuseppe), Zdenka Kalina (Martha), Patricia Banks (Helen), Alina Vargas (La Joven), y Nuryn Sanlley (Dorothy), quienes logran muy buenas interpretaciones.
La historia fue rodada en su totalidad en Dominicana, parte de las locaciones fueron Bávaro Beach al este de Santo Domingo, La Zona Colonial, Altos de Chavón y La Romana. 
Además en esta historia aparecen en escena artistas como Aventura, Negros, El Jeffrey, Joaquín, Ingco Crew y Big Family.

## Sinopsis
Sanky Panky cuenta la historia de Genaro Fausto Mata, un dominicano no especialmente guapo. Trabaja en un colmado (una combinación de tienda y bar) en el barrio pobre de El Capotillo en Santo Domingo. La escena inicial se centra en Genaro, que intenta con gran dificultad aprender inglés. Se prepara para hacer realidad su gran sueño de ir a Estados Unidos con una vieja gringa.
Los rasgos de este tipo de mujeres son definidos luego por su amigo Carlitos como "laxos, celulitis, pechos, ombligo, pechos, blancos como la leche". Genaro consigue encontrar trabajo en un resort familiar gracias a su amistad con el directivo italiano Giuseppe (Massimo Borghetti).
El hecho de tener que disfrazarse de gallina para entretener a los niños no le impide probar suerte con las mujeres. Sorprendentemente, consigue encantar a Martha Zdenka Kalina, una joven estadounidense que, para olvidar a su novio, pasa una semana en República Dominicana con sus dos tías, Helen Patricia Banks y Dorothy Nurin Sanlley.
Para conquistar a Martha, Genaro solicita la ayuda de sus dos amigos, Chelo Tony Pascual y Carlitos Aquiles Correa, quienes mientras tanto han convertido la tienda de comestibles en una discoteca abierta, a pesar de que Genaro les ha prohibido y tener ojo con el salami durante su ausencia. Chelo y Carlitos entretienen a las tías, cuyas fantasías sexuales intentan satisfacer, mientras Genaro seduce a Martha. Al final llega el novio de Martha, Alex (Miguel López), y luego de algunas complicaciones, Martha se va, mientras Carlitos y Chelo acompañan a las gringas a Estados Unidos y Genaro se queda con La Joven Alina Vargas, una dominicana que también ha estado viviendo en el balneario y con quien Genaro ha compartido sus problemas.

## Reparto
- Fausto Mata como Genaro.
- Tony Pascual como Chelo.
- Aquiles Correa como Carlitos.
- Nuryn Sanlley como Dorothy.
- Patricia Banks como Helen.
- Zdenka Kalina como Martha.
- Massimo Borghetti como Giuseppe.
- Miguel López como Alex, novio de Martha.
- Olga Bucarelli como Mamá de Genaro.
- Alina Vargas como La Morena.
- Juan "Mamut" Frías como Chofer pollito.
- Franklin Romero Jr. como Recepcionista 1.
- Franklin Reyes como Recepcionista 2.
- Tony Capone como Recepcionista 3.
- Sugeiris como La Chacha.
- El Jeffrey - Miguelito.
- Joryi Castillo como Él mismo.
- Elvinson Janel como Él mismo.
- Henry Santos como Él mismo.
- Romeo Santos como Él mismo.
- Yajhaira Quezada como Novia de Chelo.

## Recepción de la crítica
Sanky Panky fue un éxito en los cines de la República Dominicana, con una asistencia en los cines locales superior a los 900.000 espectadores. Se exhibió en Alemania, Cuba, España, Puerto Rico y Estados Unidos (Boston, Chicago y Nueva York), entre otros países, y estuvo subtitulada en varios idiomas. La versión de YouTube ha sido vista más de 20 millones de veces. Sin embargo, su éxito de público contrasta con su recepción crítica más bien negativa. El valor cinematográfico de la película ha sido cuestionado, y algunos la han calificado de un comercial de televisión cinematográfica o incluso una campañia de publicidad de los hoteles en Bávaro de la cadena Barceló, donde se rodó gran parte de la película. Los críticos incluso la han descrito como una serie de vídeos musicales, o la han catalogado como un musical y una comedia fallida.
La lista de las películas más taquilleras ajustadas por inflación a partir de 2023 es encabezada por “Sanky Panky 1” (2007) con una recaudación de RD$187,500,000.00, luego se encuentra “Lotoman” (2011) con RD$ 159,279,722.10, en el tercer puesto figura “Perico Ripao” (2003) con RD$152,714,870.00$, posteriormente, “Tubérculo Gourmet” (2015) que logró recaudar RD$ 137,141,063.10 seguida por varias otras producciones nacionales que también lograron destacarse en taquilla.